# This Strange Effect
«This Strange Effect» es una canción interpretada por el músico británico Dave Berry. Fue publicada a inicios de julio de 1965 como sencillo, y alcanzó el puesto #37 en la l mista de sencillos del Reino Unido y el #1 en el Single Top 100 de Países Bajos.

## Posicionamiento
| Gráfica (1965)                          | Pico de posición |
| --------------------------------------- | ---------------- |
| Bélgica (Flandes) (Ultratop 50 Singles) | 4                |
| Bélgica (Valonia) (Ultratop 50 Singles) | 33               |
| Países Bajos (Single Top 100)           | 1                |
| Reino Unido (UK Singles Chart)          | 37               |

## Otras versiones
- El músico Bill Wyman versionó la canción en su álbum Stuff (1992).[5]
- La banda belga Hooverphonic lanzó una versión de la canción como el segundo sencillo del álbum Blue Wonder Power Milk (1998).[6]
- Una versión de la canción, interpretada por la banda Squeeze, apareció en la edición de lujo de Cradle to the Grave (2015).[7]

## Apariciones y uso en otros medios
- En 2017, Apple comenzó a publicar publicidad televisiva para el iPhone con una versión de la canción interpretada por The Shacks.[8]
- Una versión interpretada por Unloved apareció en «Meetings Have Biscuits», el tercer episodio de la tercera temporada de la serie de televisión Killing Eve.[9]